# Hedera maderensis
Плющ мадерський (Hedera maderensis) — вид роду плющ (Hedera) родини аралієвих (Araliaceae), корінний для Атлантичного узбережжя, та на острові Мадейра. Ендемік острова Мадейра. Раніше розглядався як підвид даного виду — Hedera maderensis iberica, що зустрічається на заході Піренейського півострова, згодом був класифікований як окремий вид. Характерний загалом для Мадейри і росте на схилах скель, ґрунті, стовбурах дерев, особливо в Лореаловому лісі, що складається з рослин роду Apollonias.

## Опис
Це вічнозелена рослина, що росте до 20—30 метрів на відповідних поверхнях (дереві, скелі, стіні), піднімаючись за допомогою повітряних корінців, які чіпляються за основу, а також зростає як ґрунтопокривна. Являє собою багаторічний кущ або чагарник, який чіпляється своїми повітряними коренями. Стебла зеленого або зеленувато-коричневого, іноді з відтінком червоного або фіолетового кольору. Ця рослина має широке але маленьке листя зеленувато-жовтого кольору, від 2 до 8,5 дюймів. Плоди чорного кольору при дозріванні. Цвіте з квітня по грудень. З часом він був культивований в садах.